# ノルム
解析学において、ノルム (英: norm, 独: Norm) は、平面あるいは空間における幾何学的ベクトルの "長さ" の概念の一般化であり、ベクトル空間に対して「距離」を与えるための数学の道具である。ノルムの定義されたベクトル空間を線型ノルム空間または単にノルム空間という。
ものによっては絶対値や賦値（附値、付値）と呼ばれることもある。また、体の拡大におけるノルムや、多元環に対する被約ノルムと本質的に同じものである。

## 定義
K を実数体 R または複素数体 C（あるいは絶対値を備えた任意の位相体）とし、K 上のベクトル空間 V を考える。このとき任意の a ∈ K と任意の u, v ∈ V に対して、
1. 独立性：‖ v ‖ = 0 ⇔ v = o
2. 斉次性：‖ av ‖ = |a|‖ v ‖
3. 劣加法性：‖ u + v ‖ ≤ ‖ u ‖ + ‖ v ‖（三角不等式）

を満たす関数 ‖ • ‖: V → R; x ↦ ‖ x ‖ を V のノルムと呼ぶ。ベクトル空間 V と V 上のノルム ‖ • ‖ との組 (V, ‖ • ‖) を、ノルム ‖ • ‖ を備えたベクトル空間あるいは簡単にノルム付きの線型空間、ノルム空間などと呼び、紛れのおそれの無い場合はノルムを省略して単に V で表す。なお、‖ v ‖ ≥ 0（半正定値性）を定義の内に含めることが多いが、この性質は以下のように定理として導くことができる。左から順に、独立性、劣加法性、斉次性を用いている。

{\displaystyle \forall v\in V,0=\lVert o\rVert =\left\Vert \left({\frac {1}{2}}-{\frac {1}{2}}\right)v\right\Vert \leq \left\Vert {\frac {1}{2}}v\right\Vert +\left\Vert -{\frac {1}{2}}v\right\Vert =\left\vert {\frac {1}{2}}\right\vert \lVert v\rVert +\left\vert -{\frac {1}{2}}\right\vert \lVert v\rVert =\lVert v\rVert .}

ノルムのとる値の集合としては R を、同様の条件を議論しうるもう少し一般の順序体や順序群に取り替えることもある。離散賦値などは有理整数環 Z の加法群（に同型なアーベル群）を値群とするようなノルムである。
ノルムの定義から独立性を除いたものを満足する函数 p: V → R を半ノルム (semi-norm) と呼ぶ。

## 種々のノルム

### 有限次元ベクトルのノルム
成分が実数あるいは複素数であるベクトル x = (x1, x2, …, xn) を考える。今 |•| を実数あるいは複素数の絶対値とすると、
ユークリッドノルム
{\displaystyle \|{\boldsymbol {x}}\|_{2}:={\sqrt {|x_{1}|^{2}+\cdots +|x_{n}|^{2}}}}
最大値ノルム（あるいは無限大ノルム、一様ノルムとも呼ばれる）
{\displaystyle \|{\boldsymbol {x}}\|_{\infty }:=\max \left\{|x_{1}|,\dots ,|x_{n}|\right\}}
などはノルムの条件を満たす。
一般に 1 ≤ p < ∞ に対して
{\displaystyle \|{\boldsymbol {x}}\|_{p}:=\left(\textstyle \sum \limits _{i=1}^{n}|x_{i}|^{p}\right)^{1/p}={\sqrt[{p}]{|x_{1}|^{p}+\cdots +|x_{n}|^{p}}}}
を p次平均ノルムまたは p-ノルムと呼ぶ。この呼称を用いるならば、ユークリッドノルムは 2-ノルムである。また最大値ノルムはこの p-ノルムの p → ∞ としたときの自然な極限であると見なされるので、∞ノルム（無限大ノルム）とも呼ばれる。
また特に次元が n = 1 のときを考えれば、任意の 1 ≤ p < ∞ について
{\displaystyle \|x\|_{p}=|x|}
であり、絶対値 |•| 自身が実数あるいは複素数の1次元ベクトルにおけるノルムの例になっている。
なお、p が 1 未満に対しては、p-ノルムを定義しない。

### 無限次元ベクトル空間のノルム
数列（可算無限次元のベクトル）x = (xn)n=1,2,… に対しても、p-ノルムあるいは lp-ノルム（lp-ノルム）
{\displaystyle \|{\boldsymbol {x}}\|_{p}:=\left(\textstyle \sum \limits _{n=1}^{\infty }|x_{i}|^{p}\right)^{1/p}}
や、上限ノルム、∞-ノルム、l∞-ノルム（l∞-ノルム）
{\displaystyle \|{\boldsymbol {x}}\|_{\infty }:=\sup _{n\in \mathbb {N} }\{|x_{n}|\}}
などが定義される。また、関数を連続的な添字をもつ非可算無限次元のベクトルと見なせば、和を積分に置き換えて、高々可算な場合と同様に p-ノルムなどを考えることができる。集合 X 上で定義される関数 f(x) に対して p-ノルム（Lp-ノルム）は
{\displaystyle \|f\|_{p,X}:=\left(\int _{X}|f(x)|^{p}\,\mathrm {d} x\right)^{1/p}}
が定義される。また ∞-ノルム（L∞-ノルム）が
{\displaystyle \|f\|_{\infty ,X}:=\sup _{x\in X}|f(x)|}
によって定義される。ただし、ルベーグ積分を扱っている文脈では
{\displaystyle \|f\|_{\infty ,X}:=\mathop {\mathrm {ess\,sup} } \limits _{x\in X}|f(x)|=\inf\{\alpha :|f(x)|\leq \alpha {\mbox{ a.e.}}\,x\}}
とする方が自然である。ess sup は本質的上限と呼ばれる値である（測度零の集合における例外を除いて上界となる値の下限）。関数解析学などでは、有界線型作用素（連続な線型写像）の作用素ノルム (operator norm) と呼ばれるノルム
{\displaystyle \|f\|=\sup _{x\in X\setminus \{0\}}{\frac {\|f(x)\|}{\|x\|}}}
も重要である。

### ノルムの構成
二つのノルム空間 (X, ‖•‖X), (Y, ‖•‖Y) が与えられたとき、直積空間 X × Y には
{\displaystyle \|(x,y)\|:={\sqrt {\|x\|_{X}^{2}+\|y\|_{Y}^{2}}}\quad (x\in X,\,y\in Y)}
でノルムが定まる。
ノルム空間 (Z, ‖•‖Z) が与えられたとき、ベクトル空間 W と単射な線型作用素 f: W → Z に対して
{\displaystyle \|w\|:=\|f(w)\|_{Z}\quad (w\in W)}
は W のノルムとなる。
ベクトル空間 V が半ノルム p を持つとき、部分空間 V⊥ := {v ∈ V | p(v) = 0} による商空間 V∼ := V/V⊥ は、π: V → V∼ を自然な射影として 
{\displaystyle \|\pi (v)\|:=p(v)(v\in V)}
となるようなノルムを備える。

## 性質

平面 R^{2} 上の異なるノルムに関する単位円の様子

### 幾何学的性質
ノルム空間 V のノルム p = ‖•‖ に対し、2変数の実数値関数 dp : V × V → R を
{\displaystyle d_{p}(x,y)=\lVert x-y\rVert }
で定めて、dp をノルム ‖•‖ の定めるまたは誘導する距離という。dp が V の距離函数を定めることはノルムの定義から直ちに分かる。距離空間 (V, dp) の位相をノルム ‖•‖ の定めるまたは誘導する位相という。
空間 X にノルムが与えられたとき、ノルムが 1 である元の全体をしばしば単位球面 (unit sphere) または二次元の場合は特に単位円 (unit circle) と呼ぶ。ノルムの定める位相とはノルムに関する開単位球面の和に表される集合を開集合とするような位相のことである。
ノルム空間 V における線型演算はノルムが V に誘導する位相に関して連続であり、ノルム空間 V は位相線型空間を成す。位相線型空間 (V, T) に対し、V に適当なノルム p が存在して p から誘導される位相 Tp がもとの位相 T に等しいとき、位相線型空間 V はノルム付け可能またはノルム化可能 (normable) であるという。

### ノルムの同値性
空間 X の与えられた二つのノルム‖•‖, ‖•‖′ に対し、これらノルムがそれぞれ定める X の位相が相等しいとき、これらのノルムは互いに同値であるという。これは適当な定数 C1, C2 > 0 で
{\displaystyle C_{1}\|x\|\leq \|x\|'\leq C_{2}\|x\|}
となるようなものが取れることと同値である。
V が有限次元ノルム空間ならば、V 上のノルムの同値類は唯一つである。